# Fiyi en los Juegos Paralímpicos
Fiyi en los Juegos Paralímpicos está representado por el Comité Paralímpico de Fiyi, miembro del Comité Paralímpico Internacional.
Ha participado en diez ediciones de los Juegos Paralímpicos de Verano, su primera presencia tuvo lugar en Tokio 1964. El deportista Iliesa Delana logró la única medalla paralímpica del país en las ediciones de verano, al obtener en Londres 2012 la medalla de oro en atletismo en la prueba de salto de altura (clase F42).
En los Juegos Paralímpicos de Invierno Fiyi no ha participado en ninguna edición.

## Medallero

### Por edición
Juegos Paralímpicos de Verano
| Evento              | Oro | Plata | Bronce | Total |
| ------------------- | --- | ----- | ------ | ----- |
| Tokio 1964          | 0   | 0     | 0      | 0     |
| 1968 – 1972         | –   | –     | –      | –     |
| Toronto 1976        | 0   | 0     | 0      | 0     |
| 1980 – 1992         | –   | –     | –      | –     |
| Atlanta 1996        | 0   | 0     | 0      | 0     |
| Sídney 2000         | 0   | 0     | 0      | 0     |
| Atenas 2004         | 0   | 0     | 0      | 0     |
| Pekín 2008          | 0   | 0     | 0      | 0     |
| Londres 2012        | 1   | 0     | 0      | 1     |
| Río de Janeiro 2016 | 0   | 0     | 0      | 0     |
| Tokio 2020          | 0   | 0     | 0      | 0     |
| París 2024          | 0   | 0     | 0      | 0     |
| TOTAL               | 1   | 0     | 0      | 1     |

### Por deporte
Deportes de verano
| Evento    | Oro | Plata | Bronce | Total |
| --------- | --- | ----- | ------ | ----- |
| Atletismo | 1   | 0     | 0      | 1     |
| TOTAL     | 1   | 0     | 0      | 1     |